# Hectorfloresite

-->
La hectorfloresite è un minerale.